# En busca de la felicidad
En busca de la felicidad (The Pursuit of Happyness en inglés) es una película estadounidense dirigida por Gabriele Muccino, la primera protagonizada por Will Smith junto a su hijo Jaden Smith. Se estrenó en 2006 y está basada en la historia real de Chris Gardner.

## Resumen
La vida es una lucha para Chris Gardner. Expulsado de su apartamento, él y su joven hijo se encuentran solos sin ningún lugar a donde ir. A pesar de que Chris ocasionalmente consigue trabajo como interno en una prestigiada firma financiera, la posición no le da dinero. El dúo debe vivir en un albergue y enfrentar muchas dificultades, pero Chris no se da por vencido y lucha por conseguir una vida mejor para él y su hijo.
Al final logra convertirse en un hombre multimillonario.

## Reparto
- Will Smith como Chris Gardner.
- Jaden Smith como Christopher Gardner Jr.
- Thandie Newton como Linda Gardner.
- Brian Howe como Jay Twistle.
- Dan Castellaneta como Alan Frakesh.
- James Karen como Martin Frohm.
- Kurt Fuller como Walter Ribbon.
- Takayo Fischer como Mrs. Chu.
- Kevin West como el mejor padre del mundo (World's Greatest Dad).
- George Cheung como el trabajador de mantenimiento.
- David Michael Silverman como el doctor en el First Hospital.
- Domenic Bove como Tim Ribbon.
- Geoff Callan como dueño del Ferrari.
- Joyful Raven como la chica Hippie.
- Scott Klace como Tim Brophy.

## Producción
- La película fue rodada principalmente en San Francisco.
- Se construyó, específicamente para la película, una estación de metro. Después del rodaje, fue eliminada.